# スワン 女性秘匿捜査官・原麻希
『スワン 女性秘匿捜査官・原麻希』（スワン じょせいひとくそうさかん・はらまき）は、吉川英梨による日本の推理小説。2人の子持ちの警察官である原麻希が事件に挑む女性秘匿捜査官・原麻希シリーズの第2作である。

## あらすじ
アゲハ事件から1年。「背望会」幹部は捕えたものの、相変わらずリクルーターの消息は掴めていなかった。そんなある日、麻希の元恋人で公安部の刑事である達也から「背望会」リクルーターの指紋が大阪で検出されたと連絡が入る。事実を確認するべく達也と麻希は奈良へ向かうことになった

## 登場人物
吾川
麻希とコンビを組む奈良県警の刑事。
櫛田
奈良県知事選に出馬した代議士。
香取
櫛田の秘書。
南条リリス
子役出身の女優。
有栖川
映画監督でリリスの夫。
加賀美
リリスの前夫。